# Cousin Dupree
«Cousin Dupree» — первый сингл группы Steely Dan с альбома 2000 года Two Against Nature. Песня описывает чувства молодого человека (Dupree) к своей привлекательной кузине. В 2001 году песня выиграла премию «Грэмми» в номинации «Лучшее вокальное поп-исполнение дуэтом или группой».
В июле 2006 года Steely Dan опубликовали шуточное письмо на своём веб-сайте, в нём говорилось, что название фильма Оуэна Уилсона «Он, я и его друзья» было украдено из их песни. В фильме рассказывается о house guest who overstays his welcome; заглавный персонаж песни бездельник, он спит на кровати своей тётушки. Оуэн Уилсон защищался таким же невозмутимым комическим образом, заявив: «Я никогда не слышал песню 'Cousin Dupree' и даже не знаю кто это джентльмен Мистер Steely Dan. Я надеюсь, это поможет прояснить ситуацию и я смогу снова вернуться к работе над своим новым фильмом 'HEY 19'».

## Участники записи
- Ударные: Леруа Клоуден
- Бас/Гитары: Уолтер Беккер
- Ритм-гитара: Джон Херингтон
- Родес-пиано: Тед Бейкер
- Wurlitzer/Вокал: Дональд Фейген
- Whistler: Amy Helm
- Бэк-вокал: Carolyn Leonhart

## Примечание
1. ↑  Becker and Fagen. Open Letter to the Great Comic Actor, Luke Wilson Архивная копия от 26 октября 2013 на Wayback Machine (July 17, 2006). Accessed October 3, 2006.
2. ↑  AP Owen Wilson Says 'Dupree' Is No Rip-Off Архивная копия от 4 декабря 2016 на Wayback Machine (July 28, 2006). Accessed October 3, 2006